# Список птахів Південного Судану
Це перелік видів птахів, зафіксованих на території Південного Судану. Авіфауна Південного Судану налічує загалом 884 види.

## Позначки
Наступні теги використані для виділення деяких категорій птахів.
- (А) Випадковий — вид, який рідко або випадково трапляється в Південному Судані
- (I) Інтродукований — вид, завезений до Південного Судану як наслідок, прямих чи непрямих дій людських дій

## Страусоподібні(Struthioniformes)
Родина: Страусові (Struthionidae)
- Страус африканський, Struthio camelus

## Пірникозоподібні(Podicipediformes)
Родина: Пірникозові (Podicipedidae)
- Пірникоза мала, Tachybaptus ruficollis
- Пірникоза велика, Podiceps cristatus

## Сулоподібні(Suliformes)
Родина: Бакланові (Phalacrocoracidae)
- Баклан великий, Phalacrocorax carbo
- Баклан африканський, Microcarbo africanus

Родина: Змієшийкові (Anhingidae)
- Змієшийка африканська, Anhinga rufa

## Пеліканоподібні(Pelecaniformes)
Родина: Пеліканові (Pelecanidae)
- Пелікан рожевий, Pelecanus onocrotalus
- Пелікан африканський, Pelecanus rufescens

Родина: Чаплеві (Ardeidae)
- Чапля сіра, Ardea cinerea
- Чапля чорноголова, Ardea melanocephala
- Чапля-велетень, Ardea goliath
- Чапля руда, Ardea purpurea
- Чепура велика, Ardea alba
- Чепура середня, Ardea intermedia
- Чепура чорна, Egretta ardesiaca
- Чепура мала, Egretta garzetta
- Чапля жовта, Ardeola ralloides
- Чапля єгипетська, Bubulcus ibis
- Чапля мангрова, Butorides striata
- Квак звичайний, Nycticorax nycticorax
- Квак білобокий, Gorsachius leuconotus
- Бугайчик звичайний, Ixobrychus minutus
- Бугайчик африканський, Ixobrychus sturmii
- Бугай водяний, Botaurus stellaris

Родина: Молотоголовові (Scopidae)
- Молотоголов, Scopus umbretta

Родина: Китоголовові (Balaenicipididae)
- Китоголов, Balaeniceps rex

Родина: Ібісові (Threskiornithidae)
- Ібіс священний, Threskiornis aethiopicus
- Гагедаш, Bostrychia hagedash
- Коровайка бура, Plegadis falcinellus
- Косар білий, Platalea leucorodia
- Косар африканський, Platalea alba

## Лелекоподібні(Ciconiiformes)
Родина: Лелекові (Ciconiidae)
- Лелека-тантал африканський, Mycteria ibis
- Лелека-молюскоїд африканський, Anastomus lamelligerus
- Лелека чорний, Ciconia nigra
- Лелека африканський, Ciconia abdimii
- Лелека тропічний, Ciconia microscelis
- Лелека білий, Ciconia ciconia
- Ябіру сенегальський, Ephippiorhynchus senegalensis
- Марабу африканський, Leptoptilos crumenifer

## Фламінгоподібні(Phoenicopteriformes)
Родина: Фламінгові (Phoenicopteridae)
- Фламінго рожевий, Phoenicopterus roseus
- Фламінго малий, Phoenicopterus minor

## Гусеподібні(Anseriformes)
Родина: Качкові (Anatidae)
- Свистач рудий, Dendrocygna bicolor
- Свистач білоголовий, Dendrocygna viduata
- Стромярка, Thalassornis leuconotus (A)
- Каргарка нільська, Alopochen aegyptiacus
- Шпорокрил, Plectropterus gambensis
- Качка шишкодзьоба, Sarkidiornis melanotos
- Качка екваторіальна (Pteronetta hartlaubii)
- Чирянка-крихітка африканська, Nettapus auritus
- Свищ євразійський, Mareca penelope
- Нерозень, Mareca strepera
- Качка чорна, Anas sparsa
- Крижень звичайний, Anas platyrhynchos
- Чирянка мала, Anas crecca
- Чирянка африканська, Anas capensis
- Крижень жовтодзьобий, Anas undulata
- Шилохвіст північний, Anas acuta
- Шилохвіст червонодзьобий, Anas erythrorhyncha
- Чирянка жовтощока, Spatula hottentota
- Чирянка велика, Spatula querquedula
- Широконіска північна, Spatula clypeata
- Чернь червоноока, Netta erythrophthalma
- Попелюх звичайний, Aythya ferina
- Чернь білоока, Aythya nyroca
- Чернь чубата, Aythya fuligula

## Яструбоподібні(Accipitriformes)
Родина: Скопові (Pandionidae)
- Скопа, Pandion haliaetus

Родина: Яструбові (Accipitridae)
- Шуляк африканський, Aviceda cuculoides (A)
- Осоїд євразійський, Pernis apivorus
- Шуліка-широкорот, Macheiramphus alcinus
- Шуліка чорноплечий, Elanus caeruleus
- Шуліка чорний, Milvus migrans
- Шуліка вилохвостий, Chelictinia riocourii
- Орлан-крикун, Haliaeetus vocifer
- Гриф пальмовий, Gypohierax angolensis
- Стерв'ятник бурий, Necrosyrtes monachus
- Ягнятник, Gypaetus barbatus
- Стерв'ятник, Neophron percnopterus
- Gyps africanus
- Сип плямистий, Gyps rueppelli
- Сип білоголовий, Gyps fulvus
- Гриф африканський, Torgos tracheliotos
- Гриф білоголовий, Trigonoceps occipitalis
- Circaetus beaudouini
- Circaetus pectoralis
- Circaetus cinereus
- Circaetus cinerascens
- Змієїд блакитноногий, Circaetus gallicus
- Terathopius ecaudatus
- Dryotriorchis spectabilis
- Лунь очеретяний, Circus aeruginosus
- Circus ranivorus
- Лунь степовий, Circus macrourus
- Лунь лучний, Circus pygargus
- Polyboroides typus
- Яструб-ящірколов, Kaupifalco monogrammicus
- Яструб-крикун темний, Melierax metabates
- Яструб-крикун сірий, Melierax poliopterus (A)
- Габар, Micronisus gabar
- Яструб ангольський, Accipiter tachiro
- Яструб туркестанський, Accipiter badius
- Яструб коротконогий, Accipiter brevipes
- Яструб савановий, Accipiter minullus
- Яструб намібійський, Accipiter ovampensis
- Яструб малий, Accipiter nisus
- Яструб кенійський, Accipiter rufiventris
- Яструб чорний, Accipiter melanoleucus
- Яструб довгохвостий, Urotriorchis macrourus
- Канюк африканський, Butastur rufipennis
- Канюк звичайний, Buteo buteo
- Buteo oreophilus
- Канюк степовий, Buteo rufinus
- Buteo auguralis
- Buteo augur
- Підорлик малий, Clanga pomarina
- Підорлик великий, Clanga clanga
- Орел рудий, Aquila rapax
- Орел степовий, Aquila nipalensis
- Орел кафрський, Aquila verreauxii
- Aquila spilogaster
- Могильник східний, Aquila heliaca
- Орел білоголовий, Hieraaetus wahlbergi
- Орел-карлик, Hieraaetus pennatus
- Hieraaetus ayresii
- Орел-боєць, Polemaetus bellicosus
- Орел довгочубий, Lophaetus occipitalis
- Орел вінценосний, Stephanoaetus coronatus

Родина: Секретарові (Sagittariidae)
- Птах-секретар, Sagittarius serpentarius

## Соколоподібні(Falconiformes)
Родина: Соколові (Falconidae)
- Сокіл-крихітка африканський, Polihierax semitorquatus
- Боривітер степовий, Falco naumanni
- Боривітер звичайний, Falco tinnunculus
- Боривітер великий Falco rupicoloides
- Боривітер рудий, Falco alopex
- Боривітер сірий, Falco ardosiaceus
- Турумті, Falco chicquera
- Кібчик червононогий, Falco vespertinus
- Підсоколик великий, Falco subbuteo
- Підсоколик африканський, Falco cuvierii
- Ланер, Falco biarmicus
- Балабан, Falco cherrug
- Сапсан, Falco peregrinus
- Сокіл-малюк, Falco fasciinucha

## Куроподібні(Galliformes)
Родина: Фазанові (Phasianidae)
- Турач Шлегеля, Campocolinus schlegelii
- Турач лісовий, Peliperdix lathami
- Турач чубатий, Ortygornis sephaena
- Турач світлобровий, Scleroptila streptophora
- Турач південний, Scleroptila gutturalis
- Турач тропічний, Pternistis squamatus
- Турач жовтодзьобий, Pternistis icterorhynchus
- Турач савановий, Pternistis clappertoni
- Турач жовтогорлий, Pternistis leucoscepus
- Перепілка звичайна, Coturnix coturnix
- Перепілка-арлекін, Coturnix delegorguei
- Перепілка африканська, Synoicus adansonii

Родина: Токрові (Odontophoridae)
- Куріпка скельна, Ptilopachus petrosus

Родина: Цесаркові (Numididae)
- Цесарка рогата, Numida meleagris
- Цесарка чубата, Guttera pucherani

## Журавлеподібні(Gruiformes)
Родина: Журавлеві (Gruidae)
- Журавель сірий, Grus grus
- Журавель степовий, Anthropoides virgo
- Журавель-вінценос північний, Balearica pavonina
- Журавель-вінценос південний, Balearica regulorum

Родина: Sarothruridae
- Погонич білоплямистий, Sarothrura pulchra
- Погонич жовтоплямистий, Sarothrura elegans
- Погонич рудоволий, Sarothrura rufa
- Погонич смугастий, Sarothrura affinis

Родина: Пастушкові (Rallidae)
- Пастушок африканський, Rallus caerulescens
- Деркач африканський, Crex egregia
- Деркач лучний, Crex crex
- Багновик африканський, Zapornia flavirostra
- Погонич малий, Zapornia parva
- Погонич звичайний, Porzana porzana
- Султанка зеленоспинна, Porphyrio madagascariensis
- Султанка африканська, Porphyrio alleni
- Курочка мала, Paragallinula angulata

Родина: Лапчастоногові (Heliornithidae)
- Лапчастоніг африканський, Podica senegalensis

## Дрохвоподібні(Otidiformes)
Родина: Дрохвові (Otididae)
- Дрохва аравійська, Ardeotis arabs
- Дрохва африканська, Ardeotis kori
- Дрохва кафрська, Neotis denhami
- Корхаан білочеревий, Eupodotis senegalensis
- Дрохва сомалійська, Lophotis gindiana
- Дрохва чорночерева, Lissotis melanogaster
- Дрохва суданська, Lissotis hartlaubii

## Сивкоподібні(Charadriiformes)
Родина: Триперсткові (Turnicidae)
- Триперстка африканська, Turnix sylvatica
- Триперстка-крихітка, Ortyxelos meiffrenii

Родина: Яканові (Jacanidae)
- Якана мала, Microparra capensis
- Якана африканська, Actophilornis africanus

Родина: Мальованцеві (Rostratulidae)
- Мальованець афро-азійський, Rostratula benghalensis

Родина: Чоботарові (Recurvirostridae)
- Кулик-довгоніг чорнокрилий, Himantopus himantopus
- Чоботар синьоногий, Recurvirostra avosetta

Родина: Лежневі (Burhinidae)
- Лежень степовий, Burhinus oedicnemus
- Лежень річковий, Burhinus senegalensis
- Лежень плямистий, Burhinus capensis

Родина: Pluvianidae
- Бігунець єгипетський, Pluvianus aegyptius

Родина: Дерихвостові (Glareolidae)
- Бігунець малий, Cursorius temminckii
- Бігунець пустельний, Cursorius cursor
- Бігунець червононогий, Rhinoptilus chalcopterus
- Бігунець плямистоволий, Rhinoptilus cinctus (A)
- Дерихвіст лучний, Glareola pratincola
- Дерихвіст степовий, Glareola nordmanni
- Дерихвіст скельний, Glareola nuchalis (A)

Родина: Сивкові (Charadriidae)
- Чайка білоголова, Vanellus crassirostris
- Чайка шпорова, Vanellus spinosus
- Чайка чорночуба, Vanellus tectus
- Чайка вусата, Vanellus albiceps
- Чайка білохвоста, Vanellus leucurus
- Чайка мала, Vanellus lugubris
- Чайка чорнолоба, Vanellus coronatus
- Чайка сенегальська, Vanellus senegallus
- Чайка чорнокрила, Vanellus melanopterus
- Чайка рудогруда, Vanellus superciliosus
- Чайка степова, Vanellus gregarius (A)
- Сивка морська, Pluvialis squatarola
- Пісочник великий, Charadrius hiaticula
- Пісочник малий, Charadrius dubius
- Пісочник-пастух, Charadrius pecuarius
- Пісочник білобровий, Charadrius tricollaris
- Пісочник буроголовий, Charadrius forbesi
- Пісочник білолобий, Charadrius marginatus
- Пісочник морський, Charadrius alexandrinus
- Пісочник монгольський, Charadrius mongolus
- Пісочник каспійський, Charadrius asiaticus

Родина: Баранцеві (Scolopacidae)
- Баранець малий, Lymnocryptes minimus
- Баранець африканський, Gallinago nigripennis
- Баранець великий, Gallinago media
- Баранець звичайний, Gallinago gallinago
- Грицик великий, Limosa limosa
- Кульон середній, Numenius phaeopus
- Кульон великий, Numenius arquata
- Коловодник чорний, Tringa erythropus
- Коловодник звичайний, Tringa totanus
- Коловодник ставковий, Tringa stagnatilis
- Коловодник великий, Tringa nebularia
- Коловодник лісовий, Tringa ochropus
- Коловодник болотяний, Tringa glareola
- Мородунка, Xenus cinereus
- Набережник палеарктичний, Actitis hypoleucos
- Крем'яшник звичайний, Arenaria interpres
- Побережник білий, Calidris alba
- Побережник малий, Calidris minuta
- Побережник білохвостий, Calidris temminckii
- Побережник червоногрудий, Calidris ferruginea
- Побережник болотяний, Calidris falcinellus
- Побережник чорногрудий, Calidris alpina
- Брижач, Calidris pugnax

Родина: Мартинові (Laridae)
- Мартин чорнокрилий, Larus fuscus
- Мартин сіроголовий, Chroicocephalus cirrocephalus
- Мартин звичайний, Chroicocephalus ridibundus
- Крячок чорнодзьобий, Gelochelidon nilotica
- Крячок каспійський, Hydroprogne caspia
- Крячок білощокий, Chlidonias hybrida
- Крячок білокрилий, Chlidonias leucopterus
- Водоріз африканський, Rynchops flavirostris

## Голубоподібні(Columbiformes)
Родина: Голубові (Columbidae)
- Голуб сизий, Columba livia
- Голуб цяткований, Columba guinea
- Голуб конголезький, Columba unicincta
- Columba arquatrix
- Columba albinucha
- Columba iriditorques
- Columba delegorguei
- Голуб білощокий, Columba larvata
- Горлиця звичайна, Streptopelia turtur
- Streptopelia lugens
- Streptopelia decipiens
- Streptopelia semitorquata
- Streptopelia capicola
- Streptopelia vinacea
- Горлиця мала, Spilopelia senegalensis
- Streptopelia roseogrisea
- Горлиця сомалійська, Turtur chalcospilos
- Горлиця абісинська, Turtur abyssinicus
- Горлиця рожевочерева, Turtur afer
- Горлиця білолоба, Turtur tympanistria
- Горлиця капська, Oena capensis
- Вінаго жовточеревий, Treron waalia
- Вінаго африканський, Treron calvus

## Папугоподібні(Psittaciformes)
Родина: Psittaculidae
- Папуга Крамера, Psittacula krameri
- Нерозлучник гвінейський, Agapornis pullarius

Родина: Папугові (Psittacidae)
- Папуга-довгокрил жовтоплечий, Poicephalus meyeri
- Папуга-довгокрил жовтоокий, Poicephalus crassus

## Туракоподібні(Musophagiformes)
Родина: Туракові (Musophagidae)
- Турако блакитний, Corythaeola cristata
- Турако чорнодзьобий, Tauraco schuettii
- Турако білочубий, Tauraco leucolophus
- Турако сірокрилий, Tauraco leucotis
- Турако червоночубий, Musophaga rossae
- Галасник білочеревий, Corythaixoides leucogaster
- Галасник руандійський, Crinifer zonurus

## Зозулеподібні(Cuculiformes)
Родина: Зозулеві (Cuculidae)
- Зозуля африканська, Clamator levaillantii
- Зозуля чубата, Clamator glandarius
- Зозуля товстодзьоба, Pachycoccyx audeberti
- Зозуля червоновола, Cuculus solitarius
- Зозуля чорна, Cuculus clamosus
- Зозуля звичайна, Cuculus canorus
- Зозуля саванова, Cuculus gularis
- Дідрик жовтогорлий, Chrysococcyx flavigularis
- Дідрик білочеревий, Chrysococcyx klaas
- Дідрик жовтогрудий, Chrysococcyx cupreus
- Дідрик білощокий, Chrysococcyx caprius
- Малкога жовтодзьоба, Ceuthmochares aereus
- Коукал африканський, Centropus grillii
- Коукал ефіопський, Centropus monachus
- Коукал сенегальський, Centropus senegalensis
- Коукал білобровий, Centropus superciliosus

## Совоподібні(Strigiformes)
Родина: Сипухові (Tytonidae)
- Сипуха крапчаста, Tyto alba

Родина: Совові (Strigidae)
- Сплюшка африканська, Otus senegalensis
- Сплюшка євразійська, Otus scops
- Сплюшка сіра, Ptilopsis leucotis
- Пугач сірий, Bubo cinerascens
- Пугач блідий, Bubo lacteus
- Сова-рибоїд смугаста, Scotopelia peli
- Сова-лісовик африканська, Strix woodfordii
- Сичик-горобець савановий, Glaucidium perlatum
- Сова африканська, Asio capensis

## Дрімлюгоподібні(Caprimulgiformes)
Родина: Дрімлюгові (Caprimulgidae)
- Дрімлюга звичайний, Caprimulgus europaeus
- Дрімлюга танзанійський, Caprimulgus fraenatus
- Дрімлюга гірський, Caprimulgus poliocephalus
- Дрімлюга болотяний, Caprimulgus natalensis
- Дрімлюга блідий, Caprimulgus inornatus
- Дрімлюга буланий, Caprimulgus aegyptius
- Дрімлюга золотистий, Caprimulgus eximius
- Дрімлюга сомалійський, Caprimulgus donaldsoni
- Дрімлюга джибутійський, Caprimulgus stellatus
- Дрімлюга плямистий, Caprimulgus tristigma
- Дрімлюга польовий, Caprimulgus climacurus
- Дрімлюга ефіопський, Caprimulgus clarus
- Дрімлюга-прапорокрил ангольський, Caprimulgus vexillarius
- Дрімлюга-прапорокрил камерунський, Caprimulgus longipennis

## Серпокрильцеві(Apodiformes)
Родина: Серпокрильцеві (Apodidae)
- Серпокрилець зімбабвійський, Schoutedenapus myoptilus
- Голкохвіст плямистоволий, Telacanthura ussheri
- Серпокрилець пальмовий, Cypsiurus parvus
- Серпокрилець білочеревий, Apus melba
- Серпокрилець еритрейський, Apus aequatorialis
- Серпокрилець чорний, Apus apus
- Серпокрилець бурий, Apus niansae
- Серпокрилець малий, Apus affinis
- Серпокрилець ефіопський, Apus horus
- Серпокрилець блідий, Apus pallidus
- Серпокрилець білогузий, Apus caffer

## Чепігоподібні(Coliiformes)
Родина: Чепігові (Coliidae)
- Чепіга бурокрила, Colius striatus
- Паяро синьошиїй, Urocolius macrourus

## Трогоноподібні(Trogoniformes)
Родина: Трогонові (Trogonidae)
- Трогон зелений, Apaloderma narina

## Сиворакшоподібні(Coraciiformes)
Родина: Рибалочкові (Alcedinidae)
- Рибалочка кобальтовий, Alcedo semitorquata
- Рибалочка бірюзовий, Alcedo quadribrachys
- Рибалочка діадемовий, Corythornis cristatus
- Рибалочка-крихітка синьоголовий, Ispidina picta
- Рибалочка-крихітка африканський, Ispidina lecontei
- Альціон каштановий, Halcyon badia
- Альціон сіроголовий, Halcyon leucocephala
- Альціон сенегальський, Halcyon senegalensis
- Альціон блакитний, Halcyon malimbica
- Альціон малий, Halcyon chelicuti
- Рибалочка-чубань африканський, Megaceryle maximus
- Рибалочка строкатий, Ceryle rudis

Родина: Бджолоїдкові (Meropidae)
- Бджолоїдка червоногорла, Merops bulocki
- Бджолоїдка карликова, Merops pusillus
- Бджолоїдка синьовола, Merops variegatus
- Бджолоїдка суданська, Merops oreobates
- Бджолоїдка вилохвоста, Merops hirundineus
- Бджолоїдка чорноголова, Merops breweri
- Бджолоїдка білогорла, Merops albicollis
- Бджолоїдка зелена, Merops persicus
- Бджолоїдка оливкова, Merops superciliosus
- Merops viridissimus
- Бджолоїдка звичайна, Merops apiaster
- Бджолоїдка малинова, Merops nubicus

Родина: Сиворакшові (Coraciidae)
- Сиворакша євразійська, Coracias garrulus
- Сиворакша абісинська, Coracias abyssinica
- Сиворакша білоброва, Coracias naevia
- Сиворакша світлоголова, Coracias cyanogaster
- Широкорот африканський, Eurystomus glaucurus

## Bucerotiformes
Родина: Одудові (Upupidae)
- Одуд, Upupa epops

Родина: Слотнякові (Phoeniculidae)
- Слотняк пурпуровий, Phoeniculus purpureus
- Слотняк білоголовий, Phoeniculus bollei
- Слотняк ефіопський, Phoeniculus somaliensis
- Ірисор чорний, Rhinopomastus aterrimus
- Ірисор малий, Rhinopomastus minor

Родина: Птахи-носороги (Bucerotidae)
- Токо чорний, Horizocerus hartlaubi
- Токо малий, Lophoceros camurus
- Токо бурий, Lophoceros alboterminatus
- Токо синьогорлий, Lophoceros fasciatus
- Токо плямистодзьобий, Lophoceros nasutus
- Токо ефіопський, Lophoceros hemprichii
- Токо жовтодзьобий, Tockus flavirostris
- Токо кенійський, Tockus jacksoni
- Токо червонодзьобий, Tockus erythrorhynchus
- Калао сенегальський, Bycanistes fistulator
- Калао сірощокий, Bycanistes subcylindricus
- Калао сріблястощокий, Bycanistes brevis
- Калао чорношоломний, Ceratogymna atrata

Родина: Кромкачні (Bucorvidae)
- Кромкач абісинський, Bucorvus abyssinicus

## Дятлоподібні(Piciformes)
Родина: Лібійні (Lybiidae)
- Барбікан сіроголовий, Gymnobucco bonapartei
- Барбіон золотогузий, Pogoniulus bilineatus
- Барбіон червонолобий, Pogoniulus pusillus
- Барбіон жовтолобий, Pogoniulus chrysoconus
- Лібія-зубодзьоб велика, Tricholaema hirsuta
- Лібія-зубодзьоб жовтоока, Tricholaema lachrymosa
- Лібія-зубодзьоб білогорла, Tricholaema diademata
- Лібія-зубодзьоб мала, Tricholaema melanocephala
- Лібія світлокрила, Lybius vieilloti
- Лібія білолоба, Lybius leucocephalus
- Лібія чорнодзьоба, Lybius guifsobalito
- Лібія червона, Lybius bidentatus
- Лібія чорновола, Lybius rolleti
- Барбудо жовтодзьобий, Trachyphonus purpuratus
- Барбудо вогнистоголовий, Trachyphonus erythrocephalus
- Барбудо плямистоголовий, Trachyphonus darnaudii

Родина: Воскоїдові (Indicatoridae)
- Воскоїд строкатоволий, Indicator maculatus
- Воскоїд строкатий, Indicator variegatus
- Воскоїд великий, Indicator indicator
- Воскоїд малий, Indicator minor
- Воскоїд гвінейський, Indicator willcocksi
- Воскоїд крихітний, Indicator exilis
- Воскоїд блідий, Indicator meliphilus
- Ковтач карликовий, Prodotiscus insignis

Родина: Дятлові (Picidae)
- Крутиголовка звичайна, Jynx torquilla
- Крутиголовка африканська, Jynx ruficollis (A)
- Добаш африканський, Verreauxia africana
- Дятлик термітовий, Pardipicus nivosus
- Дятлик бурощокий, Pardipicus caroli
- Дятлик жовтогрудий, Campethera punctuligera
- Дятлик нубійський, Campethera nubica
- Дятлик золотохвостий, Campethera abingoni
- Дятлик чорнохвостий, Campethera maculosa
- Дятел угандійський, Dendropicos poecilolaemus
- Дятел сірощокий, Dendropicos fuscescens
- Дятел сірошиїй, Dendropicos goertae
- Дятел ефіопський, Dendropicos spodocephalus
- Дятел бурокрилий, Dendropicos obsoletus
- Дятел бородатий, Chloropicus namaquus
- Дятел строкатогрудий, Chloropicus xantholophus

## Горобцеподібні(Passeriformes)
Родина: Смарагдорогодзьобові (Calyptomenidae)
- Широкодзьоб рудобокий, Smithornis rufolateralis

Родина: Жайворонкові (Alaudidae)
- Фірлюк білохвостий, Mirafra albicauda
- Фірлюк африканський, Mirafra africana
- Фірлюк коричневий, Mirafra rufocinnamomea
- Фірлюк чагарниковий, Mirafra cantillans
- Фірлюк великий, Mirafra hypermetra
- Фірлюк кордофанський, Mirafra cordofanica
- Фірлюк рудогузий, Pinarocorys erythropygia
- Жайворонок малий, Calandrella brachydactyla
- Алондра рудощока, Calendulauda poecilosterna
- Посмітюха іржаста, Galerida modesta
- Посмітюха звичайна, Galerida cristata
- Жервінчик плямистий, Eremopterix signatus
- Жервінчик білолобий, Eremopterix nigriceps
- Жервінчик білощокий, Eremopterix leucotis

Родина: Ластівкові (Hirundinidae)
- Ластівка берегова, Riparia riparia
- Ластівка мала, Riparia paludicola
- Ластівка білоброва, Neophedina cincta
- Ластівка сірогуза, Pseudhirundo griseopyga
- Ластівка афро-азійська, Ptyonoprogne fuligula
- Ластівка сільська, Hirundo rustica
- Ластівка ефіопська, Hirundo aethiopica
- Ластівка ниткохвоста, Hirundo smithii
- Ластівка абісинська, Cecropis abyssinica
- Ластівка рудочерева, Cecropis semirufa
- Ластівка сенегальська, Cecropis senegalensis
- Ластівка даурська, Cecropis daurica
- Ластівка міська, Delichon urbicum
- Жалібничка білоголова, Psalidoprocne albiceps
- Жалібничка білоплеча, Psalidoprocne pristoptera

Родина: Плискові (Motacillidae)
- Плиска біла, Motacilla alba
- Плиска строката, Motacilla aguimp
- Плиска жовта, Motacilla flava
- Плиска гірська, Motacilla cinerea
- Пікулик жовтогорлий, Macronyx croceus
- Щеврик-велет, Anthus leucophrys
- Щеврик рудий, Anthus cinnamomeus
- Щеврик довгодзьобий, Anthus similis
- Щеврик лісовий, Anthus trivialis
- Щеврик польовий, Anthus campestris
- Щеврик червоногрудий, Anthus cervinus
- Щеврик золотистий, Tmetothylacus tenellus

Родина: Личинкоїдові (Campephagidae)
- Шикачик білочеревий, Ceblepyris pectoralis
- Шикачик сірий, Ceblepyris caesius
- Личинкоїд південний, Campephaga flava
- Личинкоїд червоноплечий, Campephaga phoenicea
- Личинкоїд пурпуровий, Campephaga quiscalina

Родина: Бюльбюлеві (Pycnonotidae)
- Бюльбюль темноголовий, Pycnonotus barbatus
- Бюльбюль малий, Eurillas virens
- Бюльбюль криводзьобий, Eurillas curvirostris
- Бюльбюль вусатий, Eurillas latirostris
- Бюльбюль тонкодзьобий, Stelgidillas gracilirostris
- Бюльбюль-білохвіст нігерійський, Baeopogon indicator
- Жовточеревець білогорлий, Chlorocichla simplex
- Жовточеревець суданський, Chlorocichla laetissima
- Жовточеревець сенегальський, Atimastillas flavicollis
- Торо сивоголовий, Phyllastrephus scandens
- Торо вохристий, Phyllastrephus cabanisi
- Торо бурий, Phyllastrephus hypochloris
- Торо білогорлий, Phyllastrephus albigularis
- Торо суданський, Phyllastrephus strepitans
- Бюльбюль-довгодзьоб рудохвостий, Bleda syndactylus
- Bleda ugandae
- Бюльбюль-бородань рудохвостий, Criniger calurus

Родина: Nicatoridae
- Нікатор західний, Nicator chloris

Родина: Дроздові (Turdidae)
- Вагал рудий, Stizorhina fraseri
- Вагал білохвостий, Neocossyphus poensis
- Квічаль абісинський, Geokichla piaggiae
- Квічаль плямистий, Geokichla guttata
- Дрізд абісинський, Turdus abyssinicus
- Дрізд африканський, Turdus pelios

Родина: Тамікові (Cisticolidae)
- Таміка рудощока, Cisticola erythrops
- Таміка співоча, Cisticola cantans
- Таміка товстодзьоба, Cisticola lateralis
- Таміка бура, Cisticola aberrans
- Таміка іржастоголова, Cisticola chiniana
- Таміка західна, Cisticola marginatus
- Таміка-товстун, Cisticola robustus
- Таміка саванова, Cisticola brachypterus
- Таміка руда, Cisticola troglodytes
- Таміка віялохвоста, Cisticola juncidis
- Таміка пустельна, Cisticola aridulus
- Таміка рудошия, Cisticola eximius
- Таміка карликова, Cisticola ayresii
- Таміка ефіопська, Cisticola nana
- Таміка строката, Cisticola natalensis
- Таміка червоноголова, Cisticola ruficeps
- Таміка попеляста, Cisticola cinereolus
- Таміка боранська, Cisticola bodessa
- Принія африканська, Prinia subflava
- Принія рудокрила, Prinia erythroptera
- Принія афро-азійська, Prinia gracilis
- Принія бліда, Prinia somalica
- Принія пустельна, Prinia rufifrons
- Принія білогорла, Schistolais leucopogon
- Червонокрил, Drymocichla incana
- Нікорник чорносмугий, Oreolais pulcher
- Нікорник біловусий, Apalis jacksoni
- Нікорник жовтоволий, Apalis flavida
- Нікорник білочеревий, Apalis rufogularis
- Нікорник заїрський, Apalis goslingi
- Нікорник сірий, Apalis cinerea
- Нікорник угандійський, Apalis karamojae
- Вільговець рудогорлий, Eminia lepida
- Цвіркач сіробокий, Camaroptera brevicaudata
- Цвіркач жовтобровий, Camaroptera superciliaris
- Цвіркач оливковий, Camaroptera chloronota
- Зебринка сіра, Calamonastes simplex
- Жалівник рудий, Bathmocercus rufus
- Акаційовик, Phyllolais pulchella
- Принія мала, Spiloptila clamans
- Жовтобрюшка світлоброва, Eremomela icteropygialis
- Жовтобрюшка маскова, Eremomela canescens
- Жовтобрюшка рудоголова, Eremomela badiceps

Родина: Macrosphenidae
- Очеретянка вусата, Melocichla mentalis
- Кромбек західний, Sylvietta virens
- Кромбек північний, Sylvietta brachyura
- Кромбек рудий, Sylvietta whytii
- Куцохвостик жовтий, Macrosphenus flavicans
- Покривець, Hylia prasina

Родина: Кобилочкові (Locustellidae)
- Куцокрил болотяний, Bradypterus baboecala
- Куцокрил бамбуковий, Locustella alfredi
- Куцокрил брунатний, Bradypterus cinnamomeus
- Кобилочка річкова, Locustella fluviatilis
- Кобилочка солов'їна, Locustella luscinioides
- Широкохвіст африканський, Catriscus brevirostris

Родина: Очеретянкові (Acrocephalidae)
- Очеретянка лучна, Acrocephalus schoenobaenus
- Очеретянка ставкова, Acrocephalus scirpaceus
- Очеретянка африканська, Acrocephalus baeticatus
- Очеретянка чагарникова, Acrocephalus palustris
- Очеретянка велика, Acrocephalus arundinaceus
- Очеретянка ірацька, Acrocephalus griseldis
- Очеретянка бура, Acrocephalus rufescens
- Очеретянка світлоброва, Acrocephalus gracilirostris
- Берестянка оливкова, Hippolais olivetorum
- Берестянка звичайна, Hippolais icterina (A)
- Берестянка бліда, Iduna pallida
- Жовтовик темноголовий, Iduna natalensis
- Жовтовик гірський, Iduna similis

Родина: Вівчарикові (Phylloscopidae)
- Вівчарик брунатний, Phylloscopus umbrovirens
- Вівчарик весняний, Phylloscopus trochilus
- Вівчарик-ковалик, Phylloscopus collybita
- Вівчарик жовтобровий, Phylloscopus sibilatrix
- Вівчарик золотогузий, Phylloscopus orientalis

Родина: Hyliotidae
- Оксамитник жовточеревий, Hyliota flavigaster

Родина: Кропив'янкові (Sylviidae)
- Тимелія абісинська, Sylvia abyssinica
- Кропив'янка чорноголова, Sylvia atricapilla
- Кропив'янка садова, Sylvia borin
- Кропив'янка сіра, Curruca communis
- Кропив'янка прудка, Curruca curruca
- Кропив'янка рябогруда, Curruca nisoria
- Кропив'янка бура, Curruca lugens
- Кропив'янка товстодзьоба, Curruca crassirostris
- Curruca hortensis
- Кропив'янка Рюпеля, Curruca ruppeli

Родина: Мухоловкові (Muscicapidae)
- Червеняк білобровий, Chamaetylas poliocephala
- Алєте рудий, Alethe castanea
- Скеляр малий, Monticola rufocinereus
- Скеляр строкатий, Monticola saxatilis
- Скеляр синій, Monticola solitarius
- Мухарка бліда, Melaenornis pallidus
- Мухарка сріблиста, Empidornis semipartitus
- Мухарка сіровола, Melaenornis fischeri
- Мухарка чорна, Melaenornis edolioides
- Мухарка попеляста, Melaenornis microrhynchus
- Мухоловка темна, Muscicapa adusta
- Мухоловка сіра, Muscicapa striata
- Мухоловка акацієва, Muscicapa gambagae
- Мухоловка болотяна, Muscicapa aquatica
- Мухоловка ліберійська, Muscicapa cassini
- Мухоловка попеляста, Muscicapa caerulescens
- Мухоловка екваторіальна, Muscicapa comitata
- Мухоловка каштанова, Muscicapa infuscata
- Мухоловка сива, Myioparus plumbeus
- Мухоловка кавказька, Ficedula semitorquata
- Колоратка чорногорла, Pogonocichla stellata
- Колоратка лісова, Stiphrornis erythrothorax
- Акалат білочеревий, Sheppardia aequatorialis
- Соловейко східний, Luscinia luscinia
- Соловейко західний, Luscinia megarhynchos
- Синьошийка, Luscinia svecica
- Золотокіс садовий, Cossypha caffra
- Золотокіс синьоплечий, Cossypha cyanocampter
- Акалат білобровий, Cossypha polioptera
- Золотокіс білобровий, Cossypha heuglini
- Золотокіс рудоголовий, Cossypha natalensis
- Золотокіс сіроголовий, Cossypha niveicapilla
- Золотокіс білоголовий, Cossypha albicapilla
- Золотокіс рудочеревий, Cossypha semirufa
- Тирч плямистоволий, Cichladusa guttata
- Альзакола білоброва, Cercotrichas leucophrys
- Соловейко рудохвостий, Cercotrichas galactotes
- Альзакола чорна, Cercotrichas podobe
- Горихвістка звичайна, Phoenicurus phoenicurus
- Трав'янка лучна, Saxicola rubetra
- Saxicola maurus
- Saxicola torquatus
- Кам'янка звичайна, Oenanthe oenanthe
- Кам'янка попеляста, Oenanthe isabellina
- Кам'янка лиса, Oenanthe pleschanka
- Кам'янка кіпрська, Oenanthe cypriaca
- Кам'янка строката, Oenanthe melanoleuca
- Кам'янка пустельна, Oenanthe deserti
- Кам'янка брунатна, Oenanthe heuglinii
- Oenanthe familiaris
- Oenanthe scotocerca
- Смолярик білолобий, Oenanthe albifrons
- Смолярик чорний, Myrmecocichla nigra
- Камінчак рудочеревий, Thamnolaea cinnamomeiventris

Родина: Прирітникові (Platysteiridae)
- Прирітник рубіновобровий, Platysteira cyanea
- Прирітка білошия, Platysteira castanea
- Прирітка конголезька, Platysteira jamesoni
- Приріт білобокий, Batis molitor
- Приріт західний, Batis erlangeri
- Приріт карликовий, Batis perkeo
- Приріт акацієвий, Batis orientalis

Родина: Stenostiridae
- Ельмінія блакитна, Elminia longicauda
- Ельмінія чорноголова, Elminia nigromitrata

Родина: Монархові (Monarchidae)
- Монарх західний, Trochocercus nitens
- Монарх східний, Trochocercus cyanomelas

Родина: Pellorneidae
- Тимелія сіроголова, Illadopsis albipectus
- Тимелія білогорла, Illadopsis puveli
- Тимелія вохриста, Illadopsis fulvescens
- Баблер дроздовий, Illadopsis turdina (A)

Родина: Leiothrichidae
- Кратеропа плямистовола, Turdoides tenebrosa
- Кратеропа саванова, Turdoides plebejus
- Кратеропа білогуза, Turdoides leucopygia
- Кратеропа руда, Argya rubiginosa

Родина: Синицеві (Paridae)
- Синиця білоплеча, Melaniparus guineensis
- Синиця білочерева, Melaniparus albiventris
- Синиця одноколірна, Melaniparus funereus

Родина: Підкоришникові (Certhiidae)
- Гримперія африканська, Salpornis salvadori

Родина: Ремезові (Remizidae)
- Ремез жовтий, Anthoscopus parvulus
- Ремез блідий, Anthoscopus musculus
- Ремез сахелевий, Anthoscopus punctifrons

Родина: Нектаркові (Nectariniidae)
- Саїманга фіолетова, Anthreptes longuemarei
- Саїманга пурпурова, Anthreptes orientalis
- Саїманга мала, Anthreptes seimundi
- Anthreptes tephrolaemus
- Саїманга зеленовола, Hedydipna collaris
- Саїманга західна, Hedydipna platura
- Саїманга довгохвоста, Hedydipna metallica
- Нектарик зеленоголовий, Cyanomitra verticalis
- Нектарик оливковий, Cyanomitra olivacea
- Нектарик синьогорлий, Cyanomitra cyanolaema
- Нектарець зеленогорлий, Chalcomitra rubescens
- Нектарець сомалійський, Chalcomitra hunteri
- Нектарець аметистовий, Chalcomitra amethystina
- Нектарець червоноволий, Chalcomitra senegalensis
- Нектарка малахітова, Nectarinia famosa
- Нектарка золотоголова, Nectarinia tacazze
- Маріка смарагдова, Cinnyris chloropygius
- Маріка-ельф, Cinnyris pulchellus
- Маріка чорнокрила, Cinnyris mariquensis
- Маріка суданська, Cinnyris erythrocercus
- Маріка палестинська, Cinnyris osea
- Маріка сенегальська, Cinnyris coccinigastrus
- Маріка-білозір, Cinnyris superbus
- Маріка різнобарвна, Cinnyris venustus
- Маріка міднобарвна, Cinnyris cupreus
- Маріка північна, Cinnyris reichenowi
- Маріка блискотлива, Cinnyris habessinicus

Родина: Окулярникові (Zosteropidae)
- Окулярник абісинський, Zosterops abyssinicus
- Окулярник сенегальський, Zosterops senegalensis

Родина: Вивільгові (Oriolidae)
- Вивільга звичайна, Oriolus oriolus
- Вивільга золота, Oriolus auratus
- Вивільга світлокрила, Oriolus brachyrhynchus
- Вивільга південна, Oriolus larvatus
- Вивільга чорнокрила, Oriolus nigripennis

Родина: Сорокопудові (Laniidae)
- Сорокопуд терновий, Lanius collurio
- Сорокопуд рудохвостий, Lanius isabellinus
- Сорокопуд іржастий, Lanius gubernator
- Сорокопуд сірий, Lanius excubitor
- Сорокопуд чорнолобий, Lanius minor
- Сорокопуд чорноплечий, Lanius excubitoroides
- Lanius humeralis
- Сорокопуд ефіопський, Lanius dorsalis
- Сорокопуд білолобий, Lanius nubicus
- Сорокопуд червоноголовий, Lanius senator
- Сорокопуд жовтодзьобий, Lanius corvinus
- Сорокопуд-білоголов східний, Eurocephalus ruppelli

Родина: Гладіаторові (Malaconotidae)
- Брубру, Nilaus afer
- Кубла північна, Dryoscopus gambensis
- Кубла червоноока, Dryoscopus senegalensis
- Кубла сіра, Dryoscopus angolensis
- Чагра чорноголова, Tchagra minuta
- Чагра велика, Tchagra senegala
- Чагра буроголова, Tchagra australis
- Чагра мала, Tchagra jamesi
- Гонолек масковий, Laniarius luehderi
- Гонолек жовтоокий, Laniarius erythrogaster
- Гонолек ефіопський, Laniarius funebris
- Гонолек екваторіальний, Laniarius leucorhynchus
- Гонолек чагарниковий, Laniarius aethiopicus
- Вюргер золотистий, Telophorus sulfureopectus
- Гладіатор сіроголовий, Malaconotus blanchoti
- Чагра червоногорла, Rhodophoneus cruentus

Родина: Вангові (Vangidae)
- Багадаїс білочубий, Prionops plumatus
- Приріт великий, Megabyas flammulatus
- Приріт чубатий, Bias musicus

Родина: Дронгові (Dicruridae)
- Дронго прирічний, Dicrurus sharpei
- Дронго савановий, Dicrurus divaricatus
- Дронго узлісний, Dicrurus modestus

Родина: Воронові (Corvidae)
- Піакпіак, Ptilostomus afer
- Ворона капська, Corvus capensis
- Крук строкатий, Corvus albus
- Крук еритрейський, Corvus edithae
- Крук короткохвостий, Corvus rhipidurus
- Крук пустельний, Corvus ruficollis

Родина: Шпакові (Sturnidae)
- Шпак жовтоголовий, Creatophora cinerea
- Мерл зелений, Lamprotornis chalybaeus
- Мерл синьощокий, Lamprotornis chloropterus
- Мерл бронзовохвостий, Lamprotornis chalcurus
- Мерл темнощокий, Lamprotornis splendidus
- Мерл пурпуровий, Lamprotornis purpureus
- Мерл бронзовоголовий, Lamprotornis purpuroptera
- Мерл довгохвостий, Lamprotornis caudatus
- Мерл сомалійський, Lamprotornis shelleyi
- Мерл багатобарвний, Lamprotornis superbus
- Шпак-куцохвіст аметистовий, Cinnyricinclus leucogaster
- Моріо малий, Onychognathus walleri
- Моріо західний, Onychognathus neumanni
- Моріо рудокрилий, Onychognathus morio
- Шпак-гострохвіст угандійський, Poeoptera stuhlmanni
- Шпак біловолий, Grafisia torquata
- Шпак ефіопський, Speculipastor bicolor
- Шпак-куцохвіст рудочеревий, Poeoptera sharpii

Родина: Ґедзеїдові (Buphagidae)
- Ґедзеїд червонодзьобий, Buphagus erythrorynchus
- Ґедзеїд жовтодзьобий, Buphagus africanus

Родина: Ткачикові (Ploceidae)
- Алекто білоголовий, Dinemellia dinemelli
- Алекто білодзьобий, Bubalornis albirostris
- Алекто червонодзьобий, Bubalornis niger
- Магалі рудоголовий, Plocepasser superciliosus
- Магалі білобровий, Plocepasser mahali
- Ткачик золотолобий, Ploceus baglafecht
- Ткачик тонкодзьобий, Ploceus pelzelni
- Ткачик малий, Ploceus luteolus
- Ткачик савановий, Ploceus intermedius
- Ткачик чорногорлий, Ploceus ocularis
- Ткачик короткокрилий, Ploceus nigricollis
- Ткачик чорночеревий, Ploceus melanogaster
- Ткачик озерний, Ploceus taeniopterus
- Ткачик акацієвий, Ploceus vitellinus
- Ткачик масковий, Ploceus heuglini
- Ткачик великий, Ploceus cucullatus
- Ткачик західний, Ploceus nigerrimus
- Ткачик чорноголовий, Ploceus melanocephalus
- Ткачик золотоспинний, Ploceus jacksoni
- Ткачик трибарвний, Ploceus tricolor
- Ткачик лісовий, Ploceus bicolor
- Ткачик буроголовий, Ploceus insignis
- Ткачик рудощокий, Ploceus galbula
- Ткачик каштановий, Ploceus rubiginosus
- Ткачик суданський, Ploceus badius
- Ткачик товстодзьобий, Ploceus superciliosus
- Малімб червоний, Malimbus erythrogaster
- Малімб червоноволий, Malimbus nitens
- Малімб червоношиїй, Malimbus rubricollis
- Малімб червоноголовий, Anaplectes rubriceps
- Квелія кардиналова, Quelea cardinalis
- Квелія червоноголова, Quelea erythrops
- Квелія червонодзьоба, Quelea quelea
- Вайдаг золотистий, Euplectes afer
- Вайдаг чорний, Euplectes gierowii
- Вайдаг чорнокрилий, Euplectes hordeaceus
- Вайдаг червоний, Euplectes franciscanus
- Вайдаг товстодзьобий, Euplectes capensis
- Вайдаг червоноплечий, Euplectes axillaris
- Вайдаг жовтоплечий, Euplectes macroura
- Вайдаг білокрилий, Euplectes albonotatus (A)
- Вайдаг великий, Euplectes ardens
- Ткачик білолобий, Amblyospiza albifrons
- Магалі-вусань північний, Sporopipes frontalis
- Громадник сіроголовий, Pseudonigrita arnaudi

Родина: Астрильдові (Estrildidae)
- Нігрита чорнолоба, Nigrita canicapillus
- Астрильдик білощокий, Delacourella capistrata
- Мельба золотокрила, Pytilia afra
- Мельба червонокрила, Pytilia phoenicoptera
- Мельба строката, Pytilia melba
- Астрильд зелений, Mandingoa nitidula
- Червоногуз ефіопський, Cryptospiza salvadorii
- Червонощок чорночеревий, Pyrenestes ostrinus
- Синьодзьоб червоноголовий, Spermophaga ruficapilla
- Астрильд бурий, Clytospiza monteiri
- Краплик північний, Euschistospiza dybowskii
- Амарант савановий, Lagonosticta rufopicta
- Амарант червонодзьобий, Lagonosticta senegala
- Амарант червоночеревий, Lagonosticta rara
- Амарант червоний, Lagonosticta rubricata
- Амарант рожевий, Lagonosticta rhodopareia
- Амарант масковий, Lagonosticta larvata
- Астрильд-метелик синьоголовий, Uraeginthus cyanocephalus
- Астрильд-метелик червонощокий, Uraeginthus bengalus
- Астрильд абісинський, Estrilda ochrogaster
- Астрильд червонокрилий, Estrilda rhodopyga
- Астрильд сірий, Estrilda troglodytes
- Астрильд смугастий, Estrilda astrild
- Астрильд білочеревий, Estrilda nonnula
- Астрильд чорнощокийBrunhilda erythronotos
- Астрильд рудогузий, Brunhilda charmosyna
- Бенгалик золотогрудий, Amandava subflava
- Астрильд ефіопський, Coccopygia quartinia
- Луговик чорнощокий, Ortygospiza atricollis
- Сріблодзьоб сіроголовий, Spermestes griseicapilla
- Сріблодзьоб чорноволий, Spermestes cucullata
- Сріблодзьоб строкатий, Spermestes bicolor
- Сріблодзьоб великий, Spermestes fringilloides
- Сріблодзьоб чорногузий, Euodice cantans
- Амадина червоногорла, Amadina fasciata
- Астрильд пурпуровий, Granatina ianthinogaster

Родина: Вдовичкові (Viduidae)
- Вдовичка червононога, Vidua chalybeata
- Вдовичка-самітниця, Vidua raricola
- Вдовичка чагарникова, Vidua larvaticola
- Вдовичка садова, Vidua wilsoni
- Вдовичка камерунська, Vidua camerunensis
- Вдовичка нігерійська, Vidua nigeriae
- Вдовичка білочерева, Vidua macroura
- Вдовичка сапфірова, Vidua hypocherina
- Вдовичка світлохвоста, Vidua fischeri
- Вдовичка рудошия, Vidua interjecta
- Вдовичка райська, Vidua paradisaea
- Вдовичка сахелева, Vidua orientalis
- Зозульчак, Anomalospiza imberbis

Родина: Вівсянкові (Emberizidae)
- Вівсянка каштанова, Emberiza tahapisi
- Вівсянка жовточерева, Emberiza flaviventris
- Вівсянка бурогуза, Emberiza affinis
- Вівсянка білоброва, Emberiza cabanisi
- Вівсянка строкатоголова, Emberiza striolata
- Вівсянка сомалійська, Emberiza poliopleura

Родина: В'юркові (Fringillidae)
- Івуд, Linurgus olivaceus
- Serinus flavivertex
- Щедрик східний, Crithagra hyposticta
- Щедрик жовтолобий, Crithagra mozambica
- Щедрик білочеревий, Crithagra dorsostriata
- Щедрик білогузий, Crithagra leucopygia
- Crithagra striatipectus
- Crithagra canicapilla
- Щедрик строкатий, Crithagra striolata
- Щедрик буроволий, Crithagra reichenowi

Родина: Горобцеві (Passeridae)
- Горобець хатній, Passer domesticus (I)
- Горобець ефіопський, Passer shelleyi
- Горобець кордофанський, Passer cordofanicus
- Горобець сіроголовий, Passer griseus
- Горобець сірий, Passer swainsonii
- Горобець товстодзьобий, Passer gongonensis
- Горобець жовтий, Passer luteus
- Горобець іржастий, Passer eminibey
- Горобець сахелевий, Gymnoris pyrgita
- Горобець малий, Gymnoris dentata